# San Luis (Menorca)
San Luis (španělsky San Luis, katalánsky Sant Lluís) je obec na jihovýchodní špičce Menorky, která leží ve španělských Baleárských ostrovech.

## Významnost
Oblast je nejvíce pozoruhodná pro své rozmanité pobřeží, s jemnými písečnými plážemi a útesy, a krásnými zátokami Binissafúller, Biniancolla a Binibeca s jejich typickými bílými rybářskými domy. Ve městě jsou přístavy, středověké obranné věže, které jsou po celém přilehlém pobřeží. Hlavní plážový resort je Punta Prima.

## Historie
San Luis založili Francouzi v roce 1761 během jejich okupace ostrova Menorca.
V San Luis dominuje Es Moli de Dalt , plně obnovený tradiční větrný mlýn, který je nyní muzeem otevřeným pro veřejnost. Město bylo postaveno kolem velkého, bílého neoklasicistního kostela. Město slaví svůj vlastní svátek, svátek sv. Luisa, který je koncem srpna.
Město je domovem vinařství Bodegas Binifadet, které vzniklo r. 1979 a nabízí celoroční prohlídky s příležitosti ochutnat výrobky. Nové vinařství bylo otevřeno v roce 2004 na základě návrhu architekta Lluise Vivesa.